# Écopsychologie
Ne doit pas être confondu avec Psychologie environnementale.
L'écopsychologie est née de la rencontre entre l'écologie et la psychologie. L'écopsychologie est un domaine interdisciplinaire et transdisciplinaire qui s’intéresse à la synthèse de l'écologie et de la psychologie et au développement d’un rapport soutenable entre les humains et la nature,,. Elle se distingue de la psychologie en ce qu'elle prône l'étude et le renforcement du lien émotionnel entre les êtres humains et le vivant au sens le plus large (la terre).  

## Histoire
Parmi les sources de l'écopsychologie, il faut mentionner Carl Gustav Jung ainsi que Robert Greenway qui a introduit la psychoécologie en 1963 à l’Université. Cet auteur a donné des cours sur les relations entre psychologie et écologie, car il était important, pour lui, de se départir du dualisme occidental. Il a organisé des séjours dans la nature pour les étudiants et s’est inspiré de la psychologie transpersonnelle.      
L'invention du terme "écopsychologie" est toutefois attribuée au sociologue et théoricien de la contre-culture Theodore Roszak, dans son livre de 1992, The Voice of the Earth, auquel le sous-titre An Exploration of Ecopsychology a été ajouté dans une édition ultérieure. Roszak dit s’être inspiré de Paul Shepard et de son livre de 1982 Nature and Madness qui, selon lui, fondait les bases d’une psychologie axée sur le développement d’un soutien mutuel entre le complexe humain «corps âme esprit» et le monde naturel, en vue d’une transformation de la conscience.    
Le champ de l'écopsychologie s'étend au-delà du domaine conventionnel de la psychologie, qui traditionnellement considérait le psychisme comme une question ne concernant que les humains.   

### Maîtres à penser
L'écopsychologie puise son inspiration dans les pensées développées dans les domaines de la psychologie, de la philosophie, de l'écologie, de l'anthropologie,,,.
Carl Gustav Jung. Le psychanalyste zurichois critique la dérive rationaliste du monde moderne qui conduit les êtres humains à se vivre comme séparés de la nature,. Pour lui, cette nature malmenée est tout autant la nature extérieure que celle à l’intérieur du sujet. Carl Gustav Jung développe l’idée de l’existence d’une « âme collective », appelée par lui « inconscient collectif », idée qui sera reprise par Theodore Roszak.
Robert Greenway. Formé à l'écologie, Robert Greenway rencontre Abraham Maslow en 1960. À la suite de quoi, il suit des études de psychologie à l'université de Brandeis. Comme il ne peut envisager de lâcher l'approche écologique pour la psychologie, il affirme haut et fort le lien crucial à ses yeux entre les deux domaines et, en 1963, rédige un texte présentant pour la première fois un champ liant écologie et psychologie: la "psychoécologie".
Plus tard, il conduira des expériences d’immersion dans des espaces sauvages et poursuivra son travail de recherche sur les relations entre la psychologie humaniste et la psychoécologie. Il enseignera cette dernière à la Sonoma State University, au Nord de la Californie, pendant 22 ans, et il développera le premier programme de thérapie basé sur l’immersion dans la nature.
James Hillman. Après avoir suivi une formation d’analyste jungien, James Hillman développe une pensée originale qui le conduit à proposer une « psychologie archétypale ». Dans le livre qu’il co-écrit en 1992 avec Michael Ventura, Malgré un siècle de psychothérapie le monde va de plus en plus mal, il reproche à la psychologie de ne pas prendre en compte l’environnement, « en séparant l’âme du monde qui l’entoure ».
Edward O. Wilson. En 1984, Edward O. Wilson, le fondateur de la sociobiologie, fait « l’hypothèse de la biophilie » selon laquelle il existerait en chacun une tendance innée à se chercher des liens avec la nature et avec d'autres formes de vie.
Gregory Bateson. Anthropologue de formation, il applique les principes systémiques à la compréhension de la communication humaine. En 1972, il publie Vers une écologie de l’esprit dans lequel il montre que nos pensées sont influencées par l’environnement culturel dans lequel nous vivons et qu’en retour elles influencent notre description de l’environnement.
Paul Shepard. Ce biologiste et environnementaliste américain est reconnu pour son approche novatrice, interdisciplinaire, qu’il désigne lui-même par le terme d’« écologie humaine ». En 1982, dans Nature and Madness, il soulève la question du rapport entre la construction de la psyché et les comportements de plus en plus dévastateurs vis-à-vis de la planète. Il s’interroge : « Pourquoi la société persiste-t-elle à détruire son habitat ? » et critique sévèrement notre civilisation moderne industrielle et sédentaire.
Arne Naess et l’écologie profonde.  Pour ce philosophe norvégien, si l’on veut résoudre la problématique environnementale, les mesures techniques et les incitations à des pratiques plus respectueuses seront toujours insuffisantes sans transformation culturelle. Avec l’écologie profonde, il s’agit de sortir de la position anthropocentrée pour aborder les problèmes de manière globale, holistique.

### Theodore Roszak et la diffusion du mouvement au grand public
En 1989, un groupe de psychologues et d'environnementalistes de Berkeley se constitue afin de relier les théories et pratiques de la psychologie et de l'écologie . Theodore Roszak, écrivain et professeur d’histoire, se joint à eux. Et c'est lui qui, en 1992, emploie le terme d’ « écopsychologie » dans son ouvrage The Voice of the Earth : An exploration of ecopsychology. Rapidement, en raison de ses différentes publications et de ses conférences sur le sujet, il devient le promoteur du nouveau mouvement. 
En 1995, il publie avec deux psychologues, Mary Gomes et Allen Kanner, une anthologie, Ecopsychology, Restoring the Earth, Healing the Mind, considérée depuis comme le texte d’introduction à l’écopsychologie.
La notion centrale de l'écopsychologie proposée par Roszak est celle d'« âme du monde » (anima mundi). Roszak reprend le concept d'inconscient collectif développé par Carl Gustav Jung pour le généraliser à l'ensemble du vivant sous la forme d'un « inconscient écologique ». Selon cette conception, il existerait une psyché universelle, l'âme du monde, à laquelle tous les êtres de tous les temps participeraient, seraient en interdépendance. Cette perspective holiste et moniste peut être rapprochée de l'hypothèse Gaïa de James Lovelock et Lynn Margulis, ainsi que de l'écologie profonde proposée par Arne Naess, même si elle s'en différencie sur de nombreux points. Catherine Thomas considère que l'écopsychologie est typique du champ de la psychologie non-académique de la contre-culture américaine. Elle tend à se détacher d'une psychologie académique encore trop influencée par le modèle dualiste à l'origine de la déconnexion de l'humain avec la nature (en). Elle note en outre des liens avec des recherches sur les états de conscience modifiés. 
En 2002, le psychothérapeute canadien Andy Fisher écrit Radical Ecopsychology, dans lequel il considère l'écopsychologie comme étant un projet comportant quatre tâches : psychologique, philosophique, pratique et critique.

### Les deux générations de l'écopsychologie
Les premiers chercheurs en écopsychologie s'inscrivaient dans le bouleversement conceptuel des années 1960 aux États-Unis. Alors qu'au début du XXIe siècle l’écopsychologie est en perte de vitesse, de nouveaux chercheurs, dits de seconde génération, se mobilisent pour remettre en question cette influence contre-culturelle du mouvement et son scepticisme à l’égard de la recherche scientifique. Face à l’enthousiasme parfois trop idéaliste des débuts, ils cherchent à revenir à des questions plus concrètes. À savoir, accorder à nouveau de l’intérêt aux études en cours, notamment en psychologie environnementale et en psychologie de la conservation et porter davantage attention à ce qui se passe pour les participants lors des pratiques qu’ils animent  ,.
Thomas Joseph Doherty, qui a fondé la revue Ecopsychology en 2009, est le chef de file de cette seconde génération.

## Principes fondamentaux
En 2008, Mary Gomes considère que l'écopsychologie «cherche à comprendre et guérir notre relation avec la Terre. Elle examine les processus psychologiques qui nous lient au monde naturel ou qui nous éloignent de lui.»
Dans un ouvrage récent, Michel Maxime Egger considère qu’on pourrait résumer l’écopsychologie en trois propositions :   
- il existe un lien ontologique (ancré jusque dans les tréfonds de l’être ) entre les humains et la nature.
- L’oubli, l’ignorance ou la destruction de ce lien conduit à des souffrances et des déséquilibres tant pour la terre (dégradation écologique) que pour l’être humain (aliénation, mal-être, angoisse, …).
- Restaurer en profondeur le lien entre l’être humain et la nature est l’une des clés pour guérir la terre et soigner l’humain. La santé et le bien-être des humains et ceux du reste de la nature sont donc indissociables.

L’écopsychologie serait donc nécessaire pour accomplir la transition, pour autant qu’on entende celle-ci comme un changement radical par rapport un système socio-économique productiviste et consumériste qui détruit la biosphère et qu'on admette que ce changement ne peut s’opérer qu’accompagné d’un changement du système de représentations et de valeurs qui soutient ce système. L’enjeu de transition selon la vision de l'écopsychologie n’est par conséquent pas uniquement la protection du milieu naturel mais la transformation du milieu culturel et psychologique qui détermine nos relations avec la nature,.

### Une société occidentale malade
L’ère de l’anthropocène est celle d'un Homme qui déraisonne en exploitant à outrance les ressources dont il a besoin pour assurer sa survie. 
"Comment l’Homme en est-il arrivé à détruire son environnement ?" s'interroge l'écopsychologie.
Au cours de l’évolution, le genre Homo a vécu en tant que chasseur-cueilleur en harmonie avec la nature. La révolution néolithique, apparue il y a quelque 10 000 ans, a conduit l’Homme à domestiquer les animaux et cultiver les plantes. Ainsi l’invention de l’agriculture et de l’élevage a constitué une première étape de maîtrise du monde naturel. La déconnexion entre les humains et la nature s’est poursuivie au travers de l’avènement de la pensée rationnelle en Grèce puis l’apparition des religions monothéistes. La suite de la déconnexion réside dans l’apparition d’une pensée dualiste et d’une vision mécaniste de l’univers. La révolution industrielle ouvrira la porte à l’exploitation des ressources naturelles, au développement de l’agro-industrie, à une logique de croissance dans un contexte sociétal hautement individualiste et peu en accord avec les principes du vivant,,, à une urbanisation croissante et la destruction de zones naturelles qui éloignent la population humaine de la nature aussi bien au sein des sociétés occidentales que des sociétés non occidentales,.

### Un Homme malade
L'aliénation dont souffre la société occidentale est nourrie par la tendance toujours plus grande de l'Homme à projeter la nature à l'extérieur de lui-même. En se coupant de la nature, en devenant des individus "hors sol", les humains se coupent d'une part d'eux-mêmes. Leurs besoins émotionnels et spirituels se retrouvent niés et refoulés,.
Cette forme de déconnexion intérieure que l'humain s'inflige lui permet de s'adapter à court terme aux contraintes extérieures imposées par les pressions de la civilisation moderne qui prône l'individualisme au détriment de l'individuation. En revanche, elle génère sur le long terme des souffrances et des dérèglements propices à l'apparition de maladies tant physiques que psychiques.
Pour Paul Shepard, le développement de l'être humain repose sur un lien intime entre l'être en devenir et l'environnement naturel. Lorsque cette relation ne peut s'instaurer, la croissance psychique de l'individu en est affectée.
Aujourd'hui, la plupart des enfants grandissent au contact du béton et des écrans et sont peu en contact avec les stimuli externes naturels qui contribuent à la régulation de notre système nerveux et de notre production hormonale. Ainsi, au fil des générations, notre contact avec la nature se fait moins fréquent, moins riche, nos connaissances à son égard moins précises. Nous développons alors une amnésie et une insensibilité progressive au délabrement de la biodiversité.

### Une planète malade
Les désordres écologiques sont considérés comme le reflet des désordres internes de l'Homme moderne. Coupés d'eux-mêmes et de la nature, les humains deviennent inconscients de leur interdépendance à l'égard du vivant et poursuivent leurs agissements toxiques envers la planète. L'appauvrissement de leur capacité à agir en résonance harmonique avec le vivant entretient la crise écologique.
"La planète est devenue comme cet écran blanc psychiatrique sur lequel l’inconscient névrotique projette ses fantasmes. Les déchets toxiques, l’épuisement des ressources, l’annihilation des espèces compagnes, tout cela nous parle - si nous pouvons l’entendre - de notre soi profond."
Les mécanismes de défense mis en place pour se protéger de prises de conscience douloureuses (déni, recherche de plaisir immédiat, addictions, passivité, déresponsabilisation...) ne font qu'entretenir le cercle vicieux de la dégénérescence progressive du lien à soi, aux autres et à la nature.

## Qu’est-ce que l’écopsychologie n’est pas?

### La psychologie environnementale
Selon Gabriel Moser, « la psychologie environnementale est l’étude des inter-relations entre l’individu et son environnement physique et social, dans ses dimensions spatiales et temporelles ». Ce champ a traditionnellement mis l’accent sur les environnements créés par l’Homme et il a influencé l’architecture et l’urbanisme. Ces dernières années ont vu un changement de son orientation vers une plus grande étude du monde naturel.

### La psychologie de la conservation
Cette sous-discipline s'est détachée de la psychologie environnementale en 2000, à la suite des graves questions posées par la crise écologique.
Selon Carol Saunders, « la psychologie de la conservation est l’étude scientifique des relations réciproques entre les êtres humains et le reste de la nature, avec un accent particulier mis sur la manière d’encourager la conservation du patrimoine naturel mondial ».

### L’écologie humaine
Selon Gerald Young, l’écologie humaine est l’étude des interactions entre les humains et leur environnement. Elle s’appuie sur les connaissances en biologie, sociologie, anthropologie, géographie, ingénierie, architecture… Elle partage un credo de l’écopsychologie, à savoir que l’examen de la relation homme-nature transcende les disciplines académiques.
Même si elles partagent des préoccupations de l’ecopsychologie, ces trois approches diffèrent de cette dernière par leur démarche, plus portée vers l’objectivation, basée surtout sur les sciences du comportement et la psychologie sociale qui abordent le sujet humain comme une réalité séparée du monde naturel. Elles ne souscrivent pas, contrairement à  l’écopsychologie, à une perspective visant à accompagner la démarche psychothérapeutique du sujet autonome (son écoute de lui-même). Elles se distinguent aussi par les apports philosophiques et la dimension spirituelle souvent présente chez les ecopsychologues.

## Critiques
En 2009, Joseph Reser, professeur à l’école de Psychologie de l’Université de Griffith (Australie) pointe « le manque sérieux de crédibilité » de l’écopsychologie. Il lui reproche son défaut de clarté conceptuelle ainsi que son manque de connaissances en matière de psychologie, notamment en matière de psychologie environnementale. Le mot « écopsychologie » pose d’ailleurs problème, dans la mesure où certains peuvent s’en servir pour prétendre à une position de « psychologues », voire de psychothérapeutes, alors qu’ils n’en ont pas la légitimité.
Dans l’ensemble, il est reproché à l’écopsychologie son manque d’identité et son aspect « fourre-tout » ainsi que son imprégnation contre-culturelle. Le fait que l’écopsychologie participe d’un mouvement sociétal la conduit parfois à certains excès, confusions ou erreurs. L’approche se situe en effet dans une démarche de recherche conceptuelle en même temps qu’elle s’inscrit dans une volonté de favoriser le changement des comportements en matière d’environnement. Le risque pour elle est que le penchant militant nuise à son effort de lucidité. 

En 2012, dans Vital Signs, le psychologue Martin Jordan relève à son tour le manque de rigueur épistémologique de l'écopsychologie, qui peut la conduire à "un mysticisme de la nature". Joseph Dodds renchérit en écrivant dans Psychoanalysis and Ecology at the Edge of Chaos : 
"Dans sa forme classique, l'écopsychologie est en danger de créer un nouveau mysticisme ou une nouvelle religion." 
Quant à Andy Fisher, il déplore que l'écopsychologie ne prenne pas en compte la dimension sociale des problèmes. 

## Pratiques
Les pratiques que l'écopsychologie a permis de développer sont nombreuses, comme le montre John Scull dans son article "Ecopsychology : where does it fit in psychology in 2009".
Ainsi, Michel Maxime Egger voit-il trois conseils pratiques auxquels nous destine l'écopsychologie, qui se synthétisent en :
- nous éveiller pour être touché dans nos cœurs par les cris de la terre et accueillir nos sentiments, de peur, de désespoir, pour en métamorphoser l'énergie en source d'espérance et d'action ;
- nous émerveiller face à ce que la Terre et ses habitants ont été capables de produire et remercier cette puissance créatrice ;
- nous engager à partir de nos désirs profonds pour œuvrer pour la transition basée sur ce rééquilibrage de notre relation au vivant.

### Les expériences d'immersion en pleine nature
Les expériences d'immersion en pleine nature ont été conduites dès les années 1960 par des praticiens tels que Robert Greenway, Michael Cohen et Steven Harper, auteur de l'article "The way of Wilderness" (dans Ecopsychology, Restoring the Earth, Healing the Mind). Ces séjours sont d'autant plus bénéfiques que le temps d'immersion est suffisamment long, le nombre de participants limité et que ces derniers se voient privés des objets dérivés de la technologie (portable, appareil photo, jumelles...).

### Les pratiques de reconnexion
Ces pratiques ont pour objectif de stimuler le ressenti de connexion avec le monde autre-qu’humain, sans être aussi intensives que les expériences d'immersion en pleine nature. De nombreux termes ont vu le jour pour les nommer : écopsychologie pratique, activité de reconnexion à la nature (« Nature-connected counselling »), terrapsychologie… On leur a aussi donné le nom d'« écothérapie » mais, comme l'ont fait remarquer Steven Harper et Patricia Hasbach le mot est inapproprié car ces pratiques ne sont pas réellement des thérapies,. Andy Fisher préfère, quant à lui, les appeler "pratiques de remémoration" ("recollective practices").
Dans l’intention de renforcer les effets bénéfiques du contact avec la nature, des exercices sont souvent préconisés lors de ces pratiques. Sont ainsi fréquemment utilisés des techniques corporelles (yoga, Qi-Gong, Taï-chi, danse sensitive, techniques d’éveil des sens...), qui aident à renouer avec la dynamique sensorielle, et parfois des rituels chamaniques.
Dans "Reconnecting with Nature: Finding Wellness Through Restoring Your Bond with the Earth", Michael J. Cohen propose plus d'une dizaine d'activités de reconnexion avec la nature.

### Du côté des thérapies
Par ailleurs, l’écopsychologie encourage la pratique de l’écothérapie, méthode de soin qui utilise l’interaction avec la nature ou un de ses éléments. Ex. equithérapie, sylvothérapie, hortithérapie,… (A ne pas confondre donc avec les pratiques de reconnexion). 
Ainsi Gay A. Bradshaw a développé une méthode basée sur le soin à donner aux animaux. Son idée est qu'en s'occupant du bien-être d'autres espèces on augmente notre propre bien-être, tout en favorisant notre sentiment de connexion à la nature. 

L'écopsychologie encourage aussi les psychothérapeutes à sortir de leurs locaux professionnels afin de mettre leurs patients en contact avec le milieu naturel.
"Il en résulte des thérapies prometteuses qui ouvrent les portes du cabinet pour s’immerger dans la nature sauvage, interpréter autrement les rêves et coopérer avec les animaux."

### Les pratiques de restauration créatrice
Mary Watkins décrit de nombreuses formes de pratiques qui sont apparues pour, au niveau collectif, "modifier les systèmes qui créent une souffrance psychologique". Il s'agit là de méthodes qui ont été développées de façon spécifique afin de favoriser la mutation collective des esprits. Mary Watkins mentionne, par exemple, les groupes de rencontre créés par Deborah Mac Williams, dans le but de favoriser l'expression de la douleur liée aux dégradations environnementales, les temps de retraite instaurés par Tayria Ward, qui permettent, par une rencontre interactive avec des populations indigènes, de devenir plus attentifs au monde naturel, les échanges favorisés par Paul Jones pour permettre l'expression des opinions quant à l'évolution d'une cité (Flagstaff, Arizona)...

#### Le «Travail qui relie»
Joanna Macy, auteure de Écopsychologie pratique et rituels pour la terre (avec Molly Young Brown) et L'espérance en mouvement (avec Chris Johnstone) a initié les premiers ateliers du «  Travail qui relie  ». Ces ateliers visent à faire prendre conscience aux participants, par des exposés théoriques ainsi que de manière expérientielle par des exercices et des rituels, de l'interdépendance de tous les êtres et de l'interrelation entre soi et la Terre. La souffrance ressentie par les participants et partagée au cours du « rituel clé » du « Mandala de nos vérités » doit être comprise comme l'expression d'une souffrance de la Terre elle-même. « Soigner l'esprit » revient ainsi à « guérir la Terre ». L'atelier vise alors à « changer de perspective », c'est-à-dire à réinsérer l'humain à sa juste place au sein de la « toile de la vie » et du « temps profond » (deep time) afin de « changer de cap » et « d'aller de l'avant » en favorisant des initiatives et des projets s'inscrivant dans une perspective écocentrique. 
Dans son article qui présente l'écopsychologie, "Ecopsychology : a review", Whit Hibbard ne mentionne pas Joanna Macy car elle ne s'est jamais présentée elle-même comme étant une écopsychologue. Cependant, il considère que ses travaux devraient être cités  dans le panel de pratiques développées par l'écopsychologie. 
L'ethnographie menée par Jean Chamel montre que les ateliers de Travail qui relie intéressent particulièrement les personnes se réclamant de la « transition intérieure » au sein du mouvement des Villes en transition, et qu'ils sont aussi prisés des initiateurs de la collapsologie, lesquels trouvent dans cette « apocalyptique écologique expérientielle » une manière de s'armer spirituellement face à l'effondrement et de fonder des « réseaux de temps difficiles ». Selon lui, le « Travail qui relie » peut être approprié de différentes manières: « chacun peut trouver dans l’écopsychologie ce qu’il cherche, et en donner des interprétations différentes. J’ai constaté que certains en attendaient la résolution de leurs propres problèmes, d’autres étaient dans une démarche plus politique ».